# Wiartel (gromada)
Wiartel – dawna gromada, czyli najmniejsza jednostka podziału terytorialnego Polskiej Rzeczypospolitej Ludowej w latach 1954–1972.
Gromady, z gromadzkimi radami narodowymi (GRN) jako organami władzy najniższego stopnia na wsi, funkcjonowały od reformy reorganizującej administrację wiejską przeprowadzonej jesienią 1954 do momentu ich zniesienia z dniem 1 stycznia 1973, tym samym wypierając organizację gminną w latach 1954–1972.
Gromadę Wiartelz siedzibą GRN w Wiartlu utworzono – jako jedną z 8759 gromad na obszarze Polski – w powiecie piskim w woj. olsztyńskim na mocy uchwały nr 24 WRN w Olsztynie z dnia 4 października 1954. W skład jednostki weszły obszary dotychczasowych gromad Jaśkowo, Piskorzewo, Pogubie Tylne, Stare Uściany, Wiartel, Wielki Las, Zamordeje i Zdunowo ze zniesionej gminy Wiartel, a także obszar dotychczasowej gromady Szeroki Bór (bez części lasu), tor kolejowy z dotychczasowej gromady Wejsuny oraz tor kolejowy z dotychczasowej gromady Snopki ze zniesionej gminy Wejsuny, w tymże powiecie. Dla gromady ustalono 9 członków gromadzkiej rady narodowej.
31 grudnia 1967 z gromady Wiartel wyłączono części obszarów PGL nadleśnictwo Szeroki Bór i jeziora Brzozolasek (razem 188 ha), włączając je do gromady Pisz w tymże powiecie.
Gromadę Wiartel zniesiono 22 grudnia 1971, a jej obszar połączono ze zniesioną gromadą Ciesina, tworząc nową gromadę Turośl w tymże powiecie, która przetrwała do końca 1972 roku.